# Jorge Valdivia
Jorge Luis Valdivia (Maracay, 19 oktober 1983) is een in Venezuela geboren Chileens profvoetballer die bij voorkeur als middenvelder speelt. Hij verruilde in 2010 Al Ain voor SE Palmeiras, waarvoor hij ook van 2006 tot en met 2008 speelde. Valdivia was van 2004 tot en met 2014 Chileens international.

## Interlandcarrière
Valdivia maakte zijn debuut voor de Chileense A-selectie op 18 februari 2004 in de vriendschappelijke wedstrijd tegen Mexico (0-1) in het Home Depot Center. Hij viel in dat duel in de rust in voor Nicolás Córdova. Valdivia nam met Chili tweemaal deel aan de Copa América (2007 en 2011), en aan het WK voetbal 2010 in Zuid-Afrika.
Op 11 juli 2007 werd Valdivia door de Chileense voetbalbond voor twintig interlandduels geschorst wegens een vermeend drinkgelag voorafgaand aan de kwartfinale tegen Brazilië bij de strijd om de Copa América 2007. Dat duel ging met 6-1 verloren, tot woede van het thuisfront. Behalve Valdivia kregen ook Jorge Vargas, Rodrigo Tello, Pablo Contreras, Reinaldo Navia en Álvaro Ormeño een schorsing opgelegd. Vargas zei nog voor de afgetekende nederlaag tegen Brazilië dat alle berichten overdreven waren: "We hebben alleen wat gedronken in het hotel, niet meer dan dat. We zijn niet in een ruzie beland en zijn niet de stad ingegaan."
Later dat jaar, op 7 december 2007, maakt de Chileense voetbalbond bekend de straf van Vargas, Contreras, Tello, Valdivia en Navia te hebben gehalveerd, nadat zij publiekelijk hun excuses hadden aangeboden. Over Ormeño deed de bond geen mededeling.
Op 9 november 2011 raakte Valdivia andermaal in opspraak, omdat bondscoach Claudio Borghi hem en vier andere internationals uit zijn selectie verwijderde in de aanloop naar de WK-kwalificatieduels tegen Uruguay en Paraguay. Het vijftal, met verder Jean Beausejour, Carlos Carmona, Gonzalo Jara en Arturo Vidal, zou te laat zijn komen opdagen bij een training nadat zij dronken waren teruggekomen na een avondje vrijaf. "Drie kwartier later dan afgesproken en in een staat die niet bij een profvoetballer past", zei Borghi.
Valdivia maakte deel uit van de selectie van bondscoach Jorge Sampaoli op het WK voetbal 2014 in Brazilië. Na dit toernooi stopte hij op dertigjarige leeftijd als international. Op deze beslissing kwam hij terug toen bekend raakte dat Sampaoli hem toch graag zou selecteren voor de Copa América 2015, gehouden in Chili. Valdivia besloot deel te nemen en Chili won uiteindelijk het toernooi.
| Interlanddoelpunten | Interlanddoelpunten | Interlanddoelpunten | Interlanddoelpunten | Interlanddoelpunten | Interlanddoelpunten | Interlanddoelpunten | Interlanddoelpunten |
| #                   | Datum               | Locatie             | Wedstrijd           | Goal(s)             | Score               | Uitslag             | Wedstrijd           |
| ------------------- | ------------------- | ------------------- | ------------------- | ------------------- | ------------------- | ------------------- | ------------------- |
| 1                   | 16/11/2006          | Viña del Mar        | Chili – Paraguay    | 50'                 | 2 – 0               | 3 – 2               | Oefenduel           |
| 2                   | 11/02/2009          | Polokwane           | Zuid-Afrika – Chili | 45'                 | 0 – 1               | 0 – 2               | Oefenduel           |
| 3                   | 10/10/2009          | Medellin            | Colombia – Chili    | 76'                 | 2 – 3               | 2 – 4               | WK-kwalificatie     |
| 4                   | 26/05/2010          | Calama              | Chili – Zambia      | 87'                 | 3 – 0               | 3 – 0               | Oefenduel           |

## Erelijst
Chili
- Copa América

2015